# Displasia

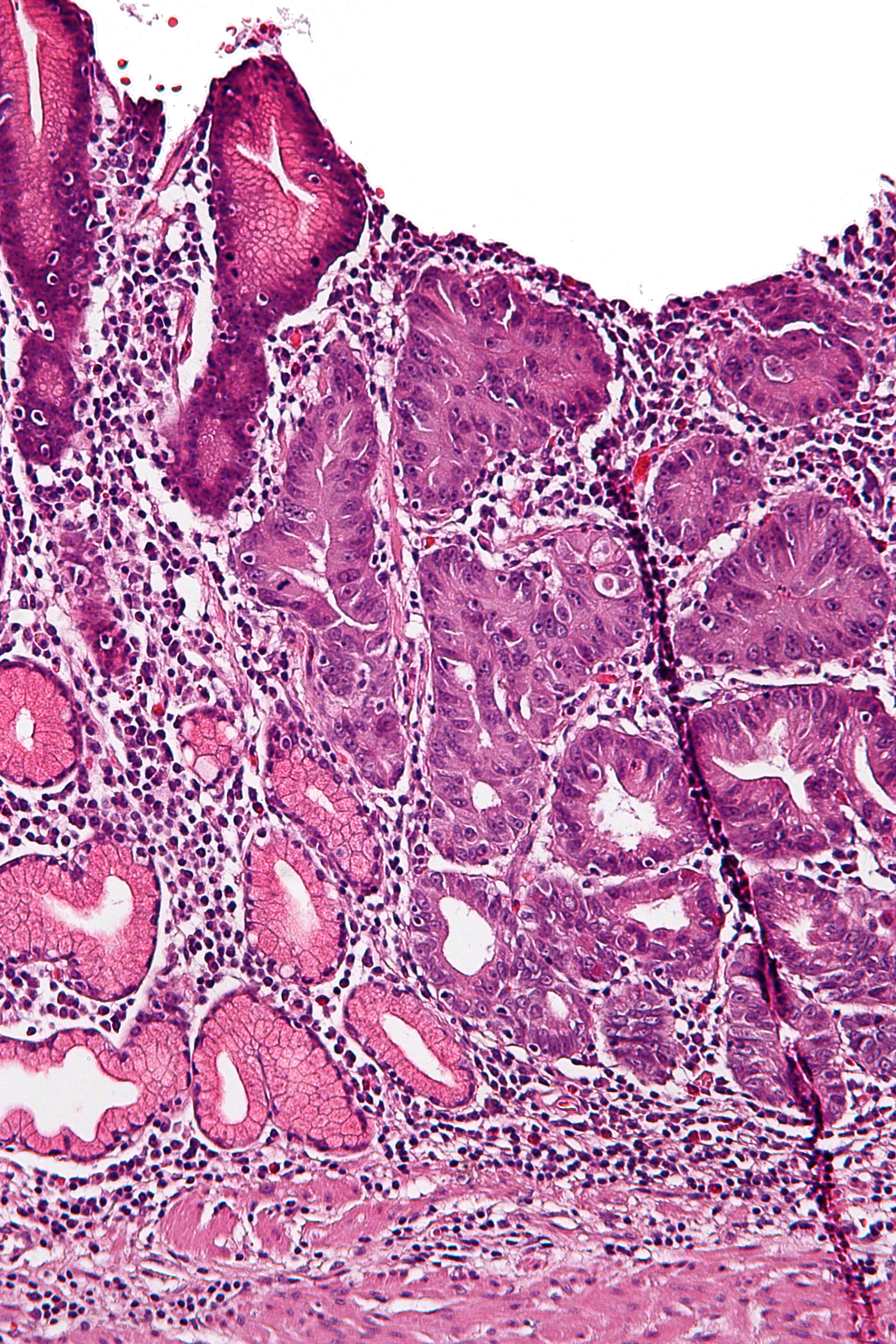
Displasia gastrica grave

Per displasia si intende l'anormale sviluppo cellulare di un organo o tessuto, consistente generalmente in una perdita dei meccanismi di controllo con sostituzione delle cellule mature con cellule immature. Può essere una condizione che predispone al processo neoplastico.
La displasia epiteliale è definita come un'alterazione intraepiteliale inequivocabilmente neoplastica, che può precedere o essere associata a un carcinoma invasivo, con una probabilità di associazione crescente a seconda del grado di displasia stesso (25% se displasia di basso grado, 75% se displasia di alto grado).

## Descrizione
Il tessuto displastico presenta cambiamenti nella velocità di riproduzione dei suoi elementi cellulari, la quale sfugge a sistemi di controllo. Non si tratta di cellule tumorali, siano esse benigne o maligne, ma di cellule che hanno subito un cambiamento, in seguito a esposizione a un agente, sia esso fisico (radiazioni), chimico (idrocarburi aromatici e altre sostanze) o biologico (virus oncogeno). 
Il processo displastico può essere reversibile; le cellule displastiche possono tornare alla loro condizione di cellule normali, mentre una cellula tumorale trasformata non può farlo più; si dice infatti che essa è ormai una cellula "iniziata" che attende soltanto un agente promuovente o co-cancerogeno per la comparsa della malattia neoplastica vera e propria. 
Le cellule displastiche sono cellule uguali alle altre cellule normali sotto l'aspetto differenziativo, pur cambiando qualcosa a livello morfologico; un esempio è la perdita della distinzione tra i poli della cellula (polo basale e polo apicale). 
Quando la cellula perde le sue peculiarità morfologiche del tessuto da cui deriva e risulta trasformata irreversibilmente, allora si ha una cellula neoplastica a tutti gli effetti. In un certo senso si può dire che la cellula neoplastica maligna riassume le peculiarità della cellula displastica (proliferante) e della cellula anaplastica (indifferenziata). 

## Classificazione
In base alla densità di cellule displastiche in un tessuto, la displasia si divide in:
- Lieve
- Moderata
- Grave

Esempio: displasia dell'epitelio della cervice uterina
- CIN I, displasia lieve
- CIN II, displasia moderata
- CIN III, displasia grave